# Жуан Баррейруш
Жуан Мануел Росаду Баррейруш (порт. João Manuel Rosado Barreiros, також відомий під псевдонімом Жозе де Барруш (порт. José de Barros); нар. 31 липня 1952 року) — португальський письменник-фантаст, редактор, перекладач і критик.

## Біографія
Жуан Мануел Росаду Баррейруш народився 31 липня 1952 року у Лісабоні, Португалія. Закінчив філософію в  Лісабонському університеті в 1977 році і викладав цей предмет в середній школі з 1975 року. Досвід в галузі освіти з часом змусив його написати напівавтобіографічну сатиру під назвою «Тест» у 2000 році.

## Творчість
Стиль письма Баррейруша, сформований  під впливом Роберта Сілверберга і Джеймса Тіптрі-молодшего, виразно сардонічний (злісно-глузливий) і проявляє помітну тенденцію до сатири і чорної комедії.
Головні герої його сюжетів часто  неприємні, антиутопічно налаштовані, стикаються з жорстокістю повсякденного життя і нерідко зриваються своїми діями в кінці. Розповіді, зазвичай, описують надзвичайно графічні зображення насильства, і цілком відкидають політичну коректність і тих, хто її уособлює. Уолт Дісней і Вулиця Сезам часто зустрічаються з поглядами Баррейроса.
Деякі роботи Баррейроса були перекладені  на  англійську, іспанську, французьку, італійську і сербську мови.
Він двічі виграв Бразильську Nova Award, номінований шанувальниками як автор найкращих іноземних коротких розповіей, виданих у Південній Америці — «Um Dia com Júlia na Necrosfera» (День з Джулією в Некросфері) (1992) та «A Arder Caíram os Anjos» (Падіння палаючих янголів) (1994).

## Інша діяльність
Книги та огляди фільмів Жуана Баррейруша з'явилися в  публікаціях таких португальських національних видань як «Público», «Independent», «Ler» і «My Books». Нещадна критика Баррейроса завоювала йому репутацію серед португальських фанатів фантастики, а його перова ручка з титановим кінчиком вже стала легендарною.
У 1980-х і на початку 1990-х років Баррейруш відредагував дві науково-фантастичні та фентезійні етикетки для Editora «Clássica» та «Gradiva». Серед письменників, яких він представив  португальській аудиторії  Ієн Бенкс, Вільям Гібсон, Пітер Страуб, Ден Сіммонс і  Альфред Аттаназіо. Видавці часто відмовлялися друкувати вибрані Баррейрушем дуже оригінальні книги, деякі з них навіть були вже перекладені. але ніколи не видані. Наприклад, «Хроніка Томаса Ковенанта» Стівена Доналдсона.
Баррейруш був співзасновником  «Simetria» — Португальської Асоціації наукової фантастики і фентезі в  1995 році (вийшов із неї в 1999),   Асоціації фантастичних мистецтв Португалії в 2005 році.